# Еппельгайм
Еппельгайм (нім. Eppelheim) — місто в Німеччині, у в районі Рейн-Неккар на північному заході землі Баден-Вюртемберг, в безпосередньому сусідстві з Гайдельбергом.

## Географія
Міська територія майже повністю оточена містом Гайдельберг: Еппельгайм межує з гайдельберзькими районами Віблінген на півночі, Пфаффенгрунд на сході та Кірхгайм на півдні. На заході лежить муніципалітет Планкштадт, який належить до округу Рейн-Неккар.

## Історія
Археологічні знахідки епохи неоліту, бронзової доби, залізної доби, римських часів і раннього середньовіччя свідчать про те, що нинішня міська територія була заселена людьми з давніх часів. Еппельгайм вперше згадується в документі 770 року у зв'язку з пожертвуванням у Лоршському кодексі під назвою Еббеленгайм.
З XI століття Еппельгайм був типовим маленьким селом у Курпфальці. Село мало місцевий суд, який використовував печатку, за якою в 1895 році було розроблено міський герб.
Чисельність населення до XVIII століття незмінно залишалася нижчою за 150 мешканців. Однією з причин цього було те, що в січні 1689 року Еппельгайм був спалений французькими військами в зоді війни Ауггсбурзької ліги.
У 1803 році Еппельгайм став частиною Бадена.
У рамках районної та міської реформи 1 січня 1973 року Еппельгайм мав стати районом Гайдельберга, проти чого жителі чинили потужний опір і врешті-решт домоглися збереження незалежного статусу міста. Хороша інфраструктура та добре економічне становище громади також допомогли запобігти включенню Еппельгайма у склад Гайдельберга.
У 1998 році земля Баден-Вюртемберг присвоїла Еппельгайму статус міста.

## Галерея

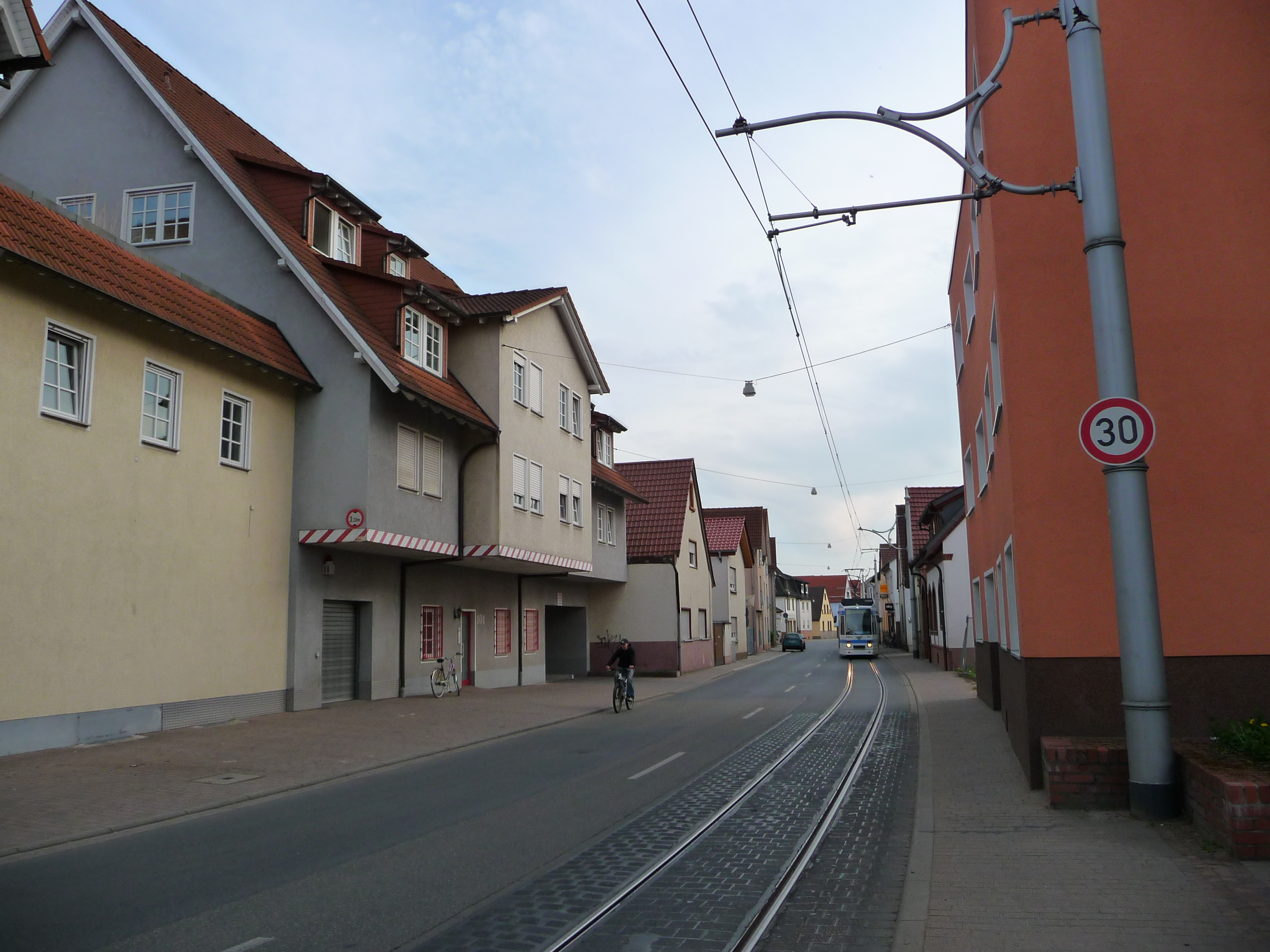
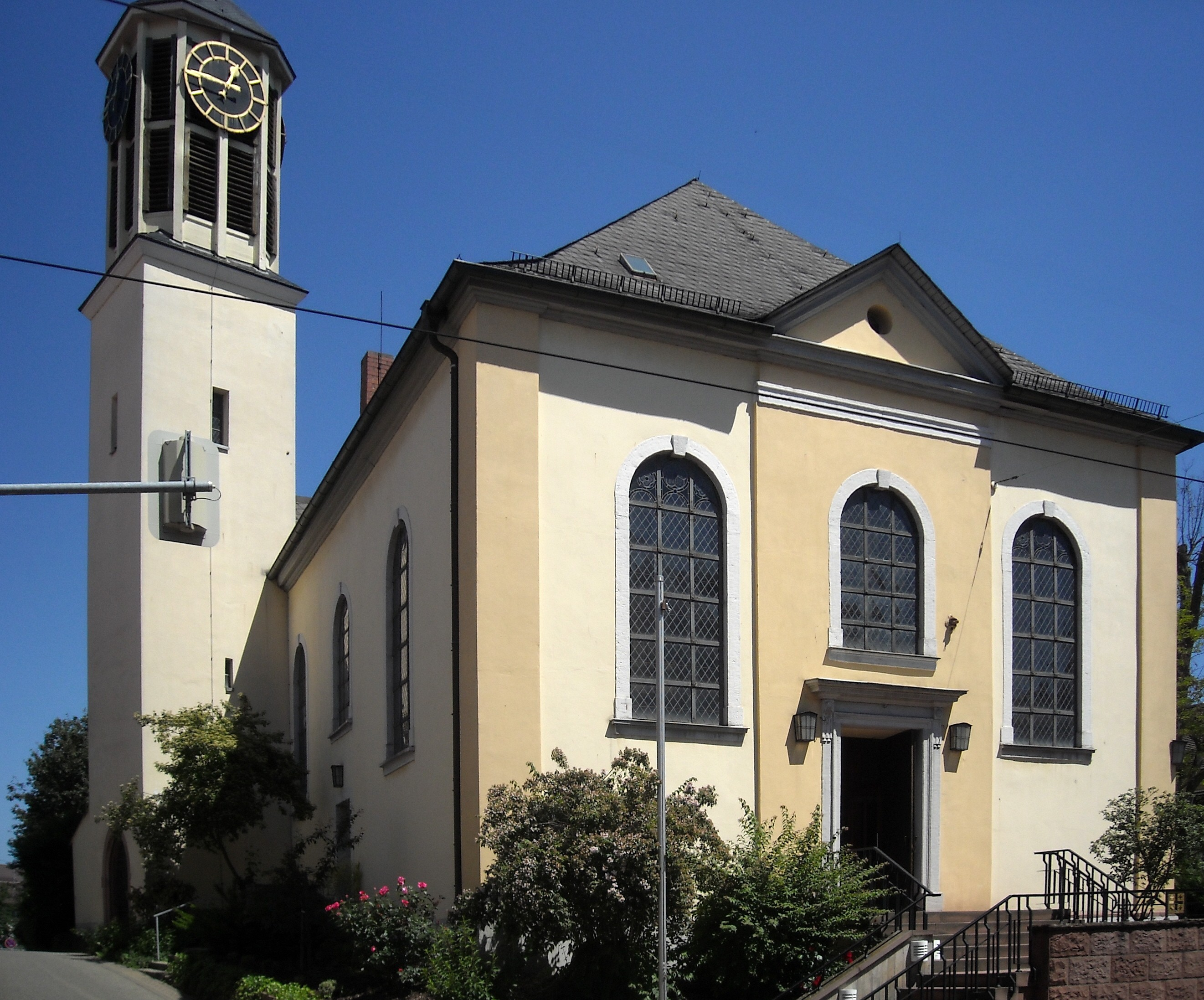
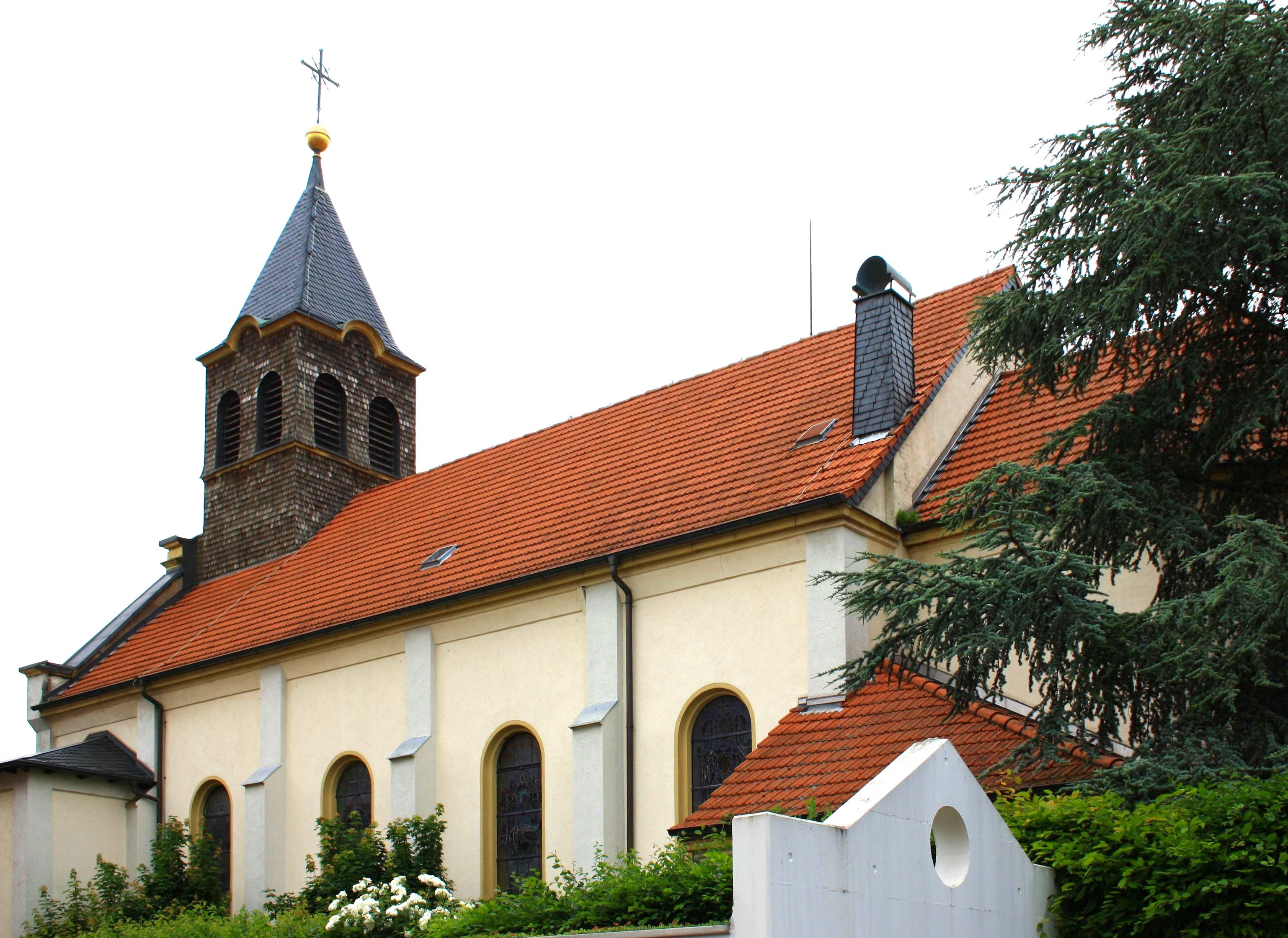
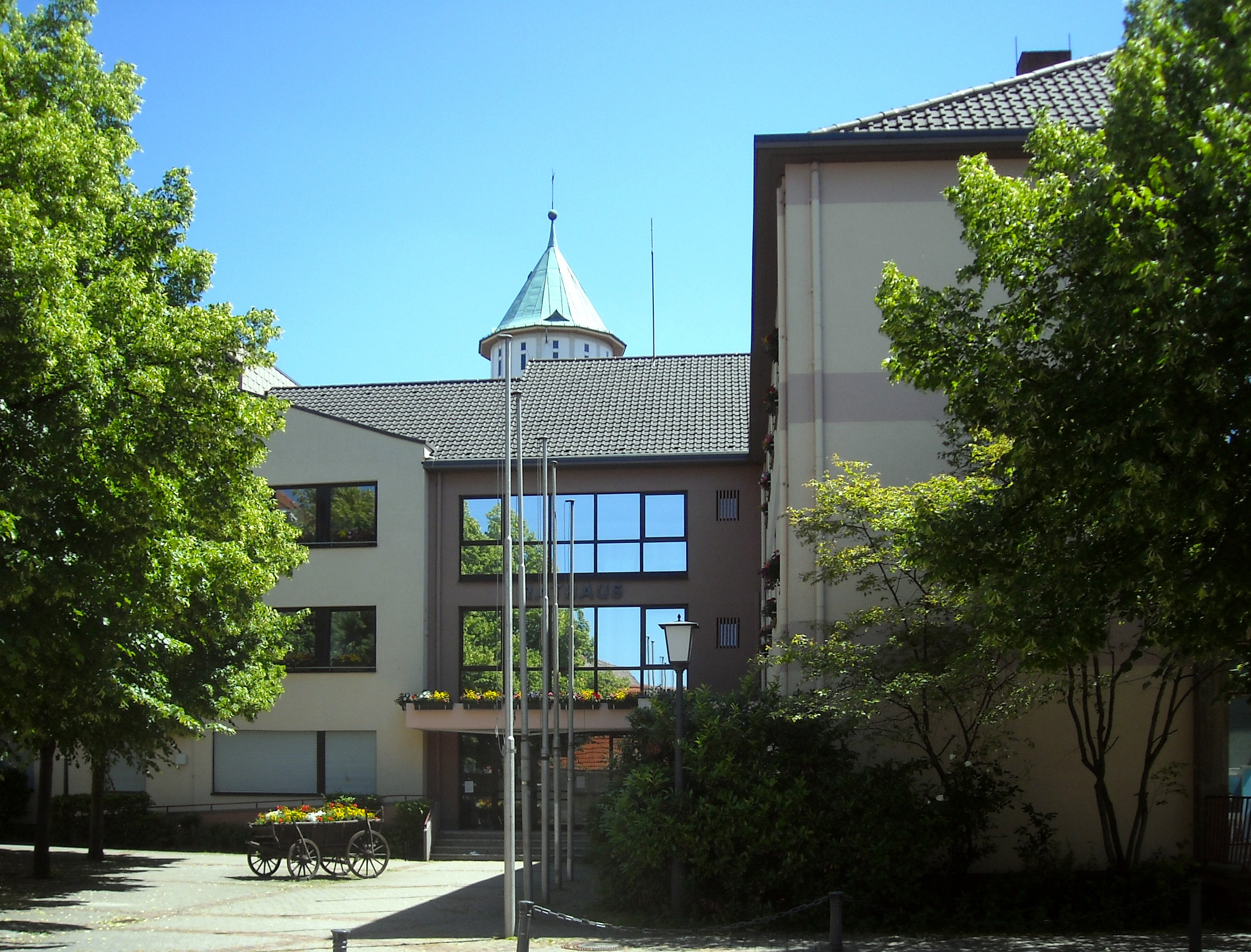
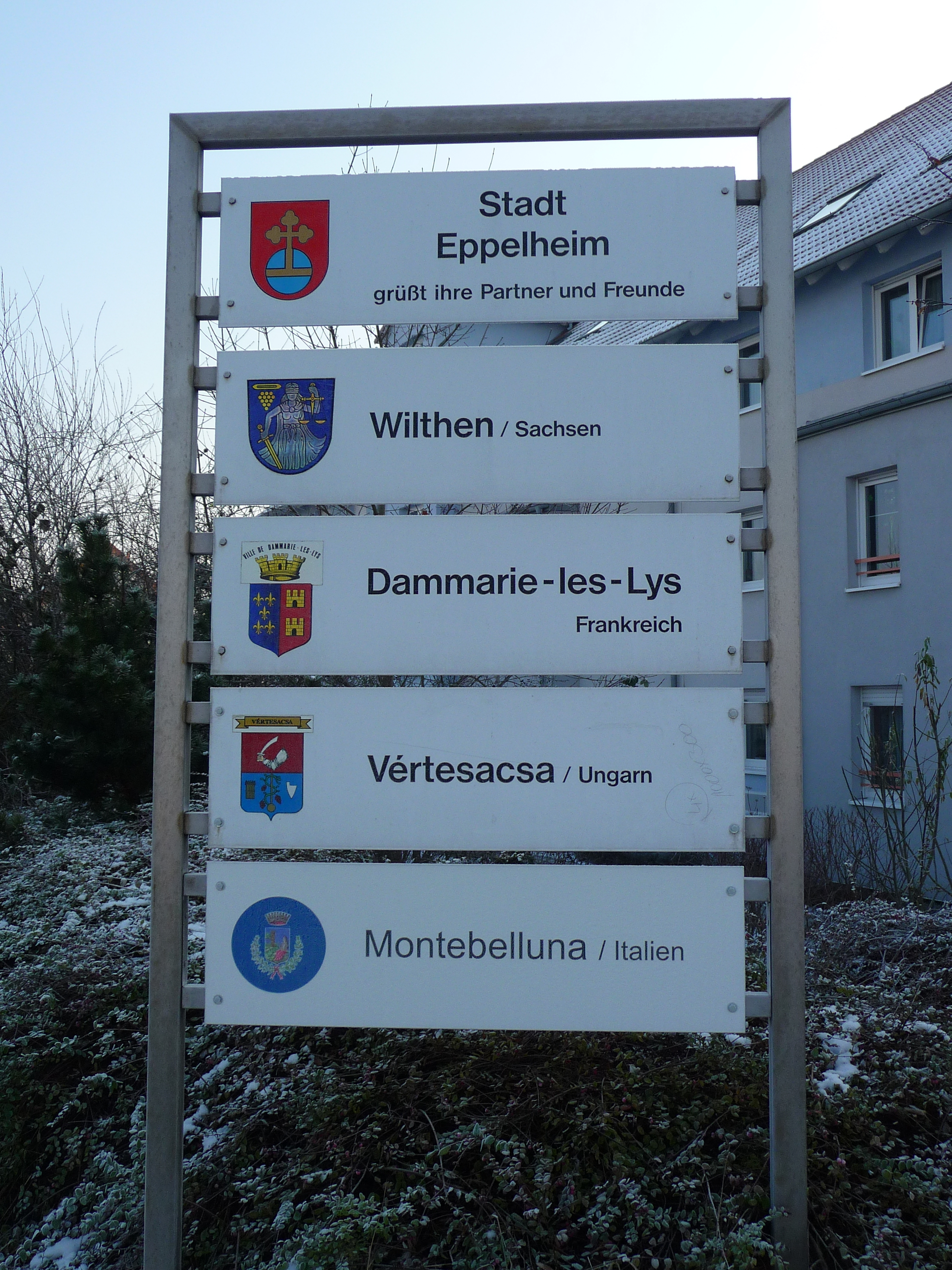
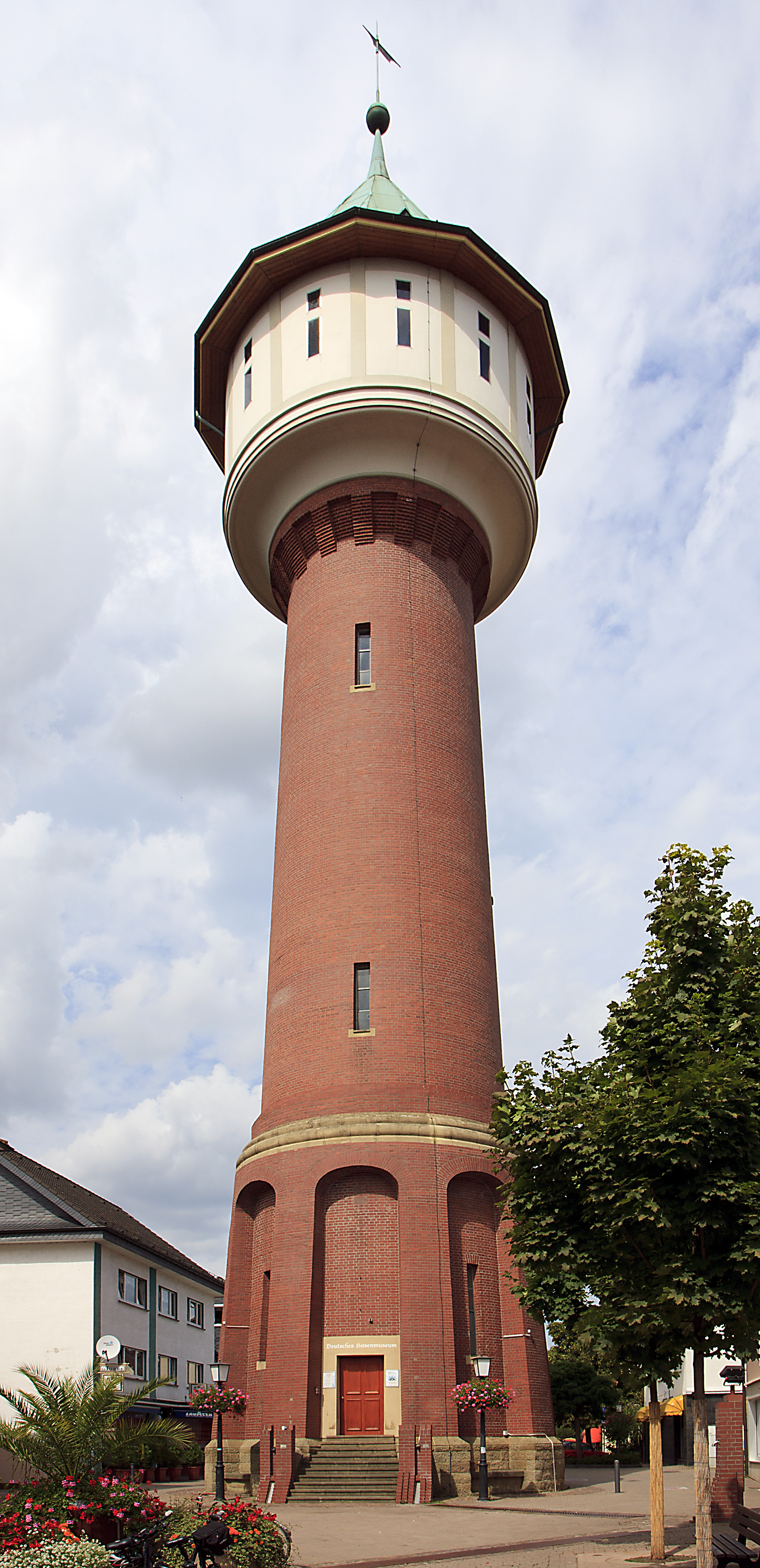